# Igrejas Reformadas Canadenses e Americanas
As Igrejas Reformadas Canadenses e Americanas (em inglês Canadian and American Reformed Churches) formam uma denominação protestantes no Canadá e nos Estados Unidos da América, fundada por imigrantes holandeses durante a Segunda Guerra Mundial. 
A denominação faz parte da Conferência Internacional das Igrejas Reformadas e Conselho Norte Americano Presbiteriano e Reformado, possui trabalhos missionários no Brasil sendo responsável pela fundação das Igrejas Reformadas do Brasil. Sua ênfase doutrinária está no ensino bíblico cristocêntrico, na Teologia da Aliança, Pregação Redentiva-Histórica e de uma vida santa como uma resposta de gratidão para com o evangelho.

## Doutrina
Os membros das Igrejas Reformadas Canadenses e Americanos acreditam que a Bíblia é a infalível Palavra de Deus e detentora de autoritário imprescritível, de forma que o centro da pregação e ensino nessas igrejas é que Jesus de Nazaré é tanto verdadeiro homem como verdadeiro Deus e é o Messias, que sofreu e morreu pelos pecados do povo de Deus, e que isso exige uma resposta grata de fé e obediência. 
Como outras igrejas reformadas, as IRCA ensinam que a salvação é pela graça mediante a fé em Jesus Cristo somente, conforme a teologia reformada (calvinista).
As Igrejas Reformadas Canadenses e Americanas adotam as Três Formas de Unidade (Confissão Belga, Catecismo de Heidelberg, e Cânones de Dort) como seus padrões doutrinários. Após a profissão pública da fé, subentende-se que todos os membros reconhecem estas confissões como o resumo mais fiel da doutrina da Bíblia.

## História
As Igrejas Reformadas Canadenses e Americanas estão têm relações históricas com a Reforma Protestante do século XVI, sobretudo na história das Igrejas Reformadas na Holanda.
As Igrejas Reformadas Canadenses e Americanas foram fundadas por membros das Igrejas Reformadas Liberadas que imigraram para o Canadá durante a Segunda Guerra Mundial. Estes imigrantes holandeses fizeram o primeiro contato com as igrejas reformadas já existentes no país, como as Igrejas Protestantes Reformadas na América e a Igreja Cristã Reformada na América do Norte, objetivando juntar-se com eles. Isso não foi possível devido as diferenças teológicas e o fato de que da Igreja Cristã Reformada na América do Norte ter relações com as igrejas que expulsaram as Igrejas Reformadas Liberadas em 1944 das Igrejas Reformadas na Holanda.
A primeira congregação reformada canadense foi instituído em Lethbridge, Alberta, em 16 de abril de 1950. No mesmo ano, igrejas foram instituídos em Edmonton e Neerlandia, Alberta; Orangeville, Ontario ; e New Westminster, Colúmbia Britânica. Atualmente existem mais de 57 congregações, que podem ser encontradas na Colúmbia Britânica, Alberta, Manitoba e Ontário, bem como nos estados americanos de Washington, Michigan, Pensilvânia e Colorado.

## Governo da Igreja
Acreditando que o governo da igreja deve ser regulada pela Bíblia, as Igrejas Reformadas Canadenses e Americanas praticam uma política de baixo para cima tradicionalmente Reformada, em oposição a um modelo de cima para para baixo do governo da igreja. Esta abordagem para a política da igreja reflete suas raízes Reformadas. A forma de governo das Igrejas Reformadas é contra a constituição de uma hierarquia episcopal e também se opõe a uma visão de independência total das congregações como existe na política congregacional, promovendo tanto a autonomia da igreja local como a necessidade de cooperação dentro de uma federação.
As IRCA são conservadoras quanto as ordenações. Somente podem ser eleitos como ministros das igrejas, os homens, que fizerem a pública profissão de fé e que atendem aos requisitos listados nos textos de I Timóteo 3 e Tito 1. As mulheres não podem exercer nenhum nível de governo da igreja sendo-lhes restringidos os cargos de pastores, presbíteros e diáconos.
O governo das Igrejas Reformadas Canadenses e Americanas é baseado na ordem da igreja adotada pelo Sínodo de Dort (1618-1619). A federação está dividido em oito regiões (presbitérios), com dois sínodos regionais anuais e um sínodo geral a cada três anos.

## Demografia
| Ano  | Igrejas | Membros |
| ---- | ------- | ------- |
| 2012 | 55      | 17.729  |
| 2018 | 70      | 19.205  |
| 2022 | 74      | 19.847  |
| 2023 | 76      | 19.866  |

Em 2012, a denominação era formada por 55 igrejas e 17.729 membros. Em 2018, estimou ter 57 igrejas e 19.205 membros.
Em 2019, a denominação estimou ter 19.319 membros, em 70 igrejas e congregações.
Em janeiro de 2022, a denominação estimou ter 19.847 membros, em 74 igrejas e congregações.

Em 2023, a denominação era formada por 76 igrejas e congregações, com 19.866 membros.

## Missões
Missões Estrangeiras: as igrejas em Hamilton e Cloverdale estão envolvidos em missões no Brasil. A igreja em Toronto está envolvido em uma missão em Papua-Nova Guiné e a igreja em Smithville, Ontário, tem uma missionária trabalhando em Timor-Leste.
Missões Nativas: um programa de propagação da fé reformada foi criada em Smithers, Colúmbia Britânica, um dos primeiros na região.
Igrejas Reformadas Canadenses e Americanos estão envolvidos em evangelismo e missões nos lares nos Estados Unidos e no Canadá. Além disso, um ministério de rádio foi criada para atender ao fim da divulgação da mensagem cristã pela igreja.

## Relações Ecumênicas
As Igrejas Reformadas Canadenses e Americanas têm "comunhão eclesiástica" com várias igrejas reformadas e presbiterianas, incluindo as seguintes igrejas:
- Igrejas Reformadas Unidas na América do Norte
- Igreja Reformada nos Estados Unidos
- Igreja Presbiteriana Ortodoxa
- Igreja Reformada de Quebec
- Igrejas Reformadas na Indonésia
- Igrejas Reformadas Calvinistas na Indonésia
- Igrejas Reformadas do Brasil
- Igrejas Reformadas Livres na África do Sul
- Igrejas Reformadas Livres da Austrália
- Igrejas Reformadas da Nova Zelândia
- Igreja Presbiteriana na Coreia (Koshin)[17]
- Igreja Livre da Escócia
- Igreja Livre da Escócia (Continuada)

Uma unidade orgânica (fusão das igrejas) foi proposta por parte das Igrejas Reformadas Unidas na América do Norte. Embora exista uma comunhão íntima entre as duas denominações, e ela continue sendo mantida, a busca da unidade organizacional havia diminuído em 2010. 
As Igrejas Reformadas Canadenses e Americanas fazem parte da Conferência Internacional das Igrejas Reformadas e do Conselho Norte Americano Presbiteriano e Reformado. Em 2011 na 37ª reunião do Conselho Norte Americano Presbiteriano e Reformado as Igrejas Reformadas Unidas na América do Norte voltaram a dialogar sobre a possível fusão. Porém o projeto recebeu críticas por visar um governo de igreja que daria as congregações locais muita liberdade em relação a denominação, aproximando-se mais do governo congregacional do que o presbiteriano.

## Formação Teológica
Mantendo o princípio de que a educação teológica deve ser mantida pelas igrejas e para as igrejas, a federação opera o Seminário Teológico Reformado Canadense, que está localizado em Hamilton (Ontário).